# أورال باتير

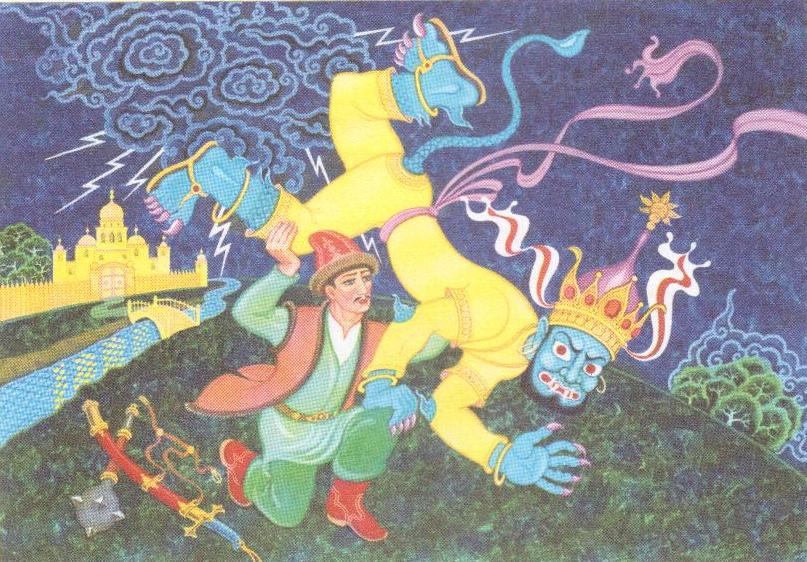
شاب يقاتل مع ديفا.

أورال باتير (بالبشكيرية: Урал батыр) من الأورال + باتير الأتراكية - «البطل، الرجل الشجاع») هي أشهر كوباير (قصيدة ملحمية) للباشكير. تحكي الملحمة عن الأعمال البطولية والمخلوقات الأسطورية وتشكيل الظواهر الطبيعية.. إلخ، وتشبه العديد من الملاحم المشابهة (بيوولف الأنجلوسكسونية، ونيبلونجنليد الجرمانية، وجلجامش في بلاد ما بين النهرين، وكاليفالا الفنلندية/الكريلية)، وتتحدث عن فكرة الحياة الأبدية للأمة وقدرة الإنسان على هزيمة الشر.

## الحبكة
طبقاً لتقاليد الأغاني الشعبية الأتراكية والإيرانية وإلى حد ما السامية[بحاجة لمصدر]، تروي القصيدة الأعمال البطولية لأورال-باتير الذي لزوجين مسنين هما يانبيك ويانبري، المقطع يان (من الكلمة الفارسية جان، وتعني «الروح»)، ويانبري تعني «الروح المعطاة»، في حين تعني كلمة يانبيك «امرأة الروح»[بحاجة لمصدر] . يكتشف أورال في نفسه منذ صغره جميع ميزات البطل الأسطوري، مثل الشجاعة الثابتة والصدق والحب والتعاطف والقوة البدنية العظيمة. على عكس شقيقه الماكرة الغادر شولجان (انظر Sulgan-tash)، يعتبر الأورال عدوًا للشر والموت الذي يجسده. بعد نضوجه بدأ أورال في البحث عن الموت لرغبته في العثور عليه وتدميره، ويلتقي في طريقه بالعديد من الناس والمخلوقات الأسطورية وغالبًا ما يتم تعطيله في مغامرات طويلة؛ في جميع الحالات تهدف أفعاله لإنقاذ الأرواح وقمع الشر. يركب أورال الفحل المجنح أكبوثات (أو أكبوز آت؛ حصان أبيض-رمادي) وينقذ الشبان والشابات المعدون للتضحية من قبل شاه قاتل من الموت الوشيك، ويروض الثور البري، يدمر عددًا هائلاً من الديفا ويتزوج الهوما الأسطورية (من الفارسية همای)، البجعة البكرen، وأخيرًا يقتل أزراكا ورئيس الديفا، الذي يقال أن جثته تحولت إلى جبل يامانتو في منطقة الأورال الجنوبية. يهلك أورال باتير في صراعه الأخير مع الديفات، حيث يُجبر على شرب بحيرة بأكملها اختفوا منه فيها، لكنه يترك أبنائه لمواصلة مسيرته.

## التاريخ
وضعت القصيدة، التي كانت موجودة أصلاً فقط في شكل أغنية شفهية، في شكل مكتوب من قبل الشاعر الشعبي الباشكيري موخامدشا بورانجولوف عام 1910. تعتبر القصة غاية في القدم وتذكّر ببعض القصص من بابل وسومر، وتستنسه الملحمة بعض قصص ما قبل الكتاب المقدس عن قابيل وهابيل، وهناك آثار للحضارة الإيرانية في ثقافتي باشقور ووالتتر مثل بعض الكلمات وأسماء المدن والأشخاص.
تم نقل الملحمة شفهيًا من جيل إلى جيل من قبل الحكائين. في عام 1910، سجل موخامدشا بورانجولوف ملحمة عن طريق اثنين من الموسيقين والسيزانيين، وهما غابيت أرغيناييف (50 1850 - 1921) من أول (قرية) إدريس، خاميت الموخاميتوف (1861 - 1923) من قرية مالي إتكول (فولوست إتكولسكايا من مقاطعة أورينبورغ). يعتقد الباحثون أن بورانجولوف جاء إلى السيزان أكثر من مرة، وكتب ملحمة في أجزاء. وجد الباحثون أن كلا من كلا الحكائين جاء من قبيلة بورزيان، وعرف كلاهما جيدًا المنطقة المحيطة بكهف شولجان (كهف كابوفا) وبحيرتي شولجان ويلكيسيكان (موصوفتين في الملحمة). انتقل جد السيزان غابيت، أرجينباي، من مرتفعات بورزيان إلى منطقة السهوب، وكان غابيت وخاميت على صلة من القرابة.
هناك إصدارات أخرى معروفة من الملحمة، وتم تسجيل قصة خيالية تحمل نفس الاسم من النثر عام 1956 من قبل إسماعيل رحمتولين في قرية إمانجول في مقاطعة شالينسكي في باشكورستان من قبل الباحث أخناف خريسوف (نشرها في نفس العام). تم تسجيل النسخة، التي يشار إليها تقليديًا باسم «أسطورة المسببات» ، في عام 1984 من شامسيا سفرجالينا في قرية جاباس، في زيانشورنسكي في باشكووستان.
في عام 1968، تم نشر ملحمة «أورال باتير» في لغة الباشكير في مجلة «أغيديل» في عام 1968 مع اختصارات. في عام 1972، نُشر أول منشور كامل بلغة الباشكير - في المجلد الأول من سلسلة كتب «أعمال الموسيقى الشعبية الباشكيرية». في عام 1975، تم نشرها في المجلد الأول من مجموعة «الملحمة البطولية لشعوب الاتحاد السوفيتي»، وأيضًا في سلسلة «مكتبة الأدب العالمي» في سلسلة «ملاحم الشعوب في الاتحاد السوفيتي» بشكل مختصر.
لأول مرة، تم الإعلان عن الأصالة العميقة لملحمة «أورال باتير» في أعمال بتروسيان، حيث كانت أول الباحثين الذين اكتشفوا تشابهًا في الحبكة بين الملحمة الباشكيرية والملحمة السومرية-الأكادية جلجامش، لكنها توصلت إلى استنتاج مفاده أن هناك اختلافات عميقة في المفاهيم الأيديولوجية والفنية لهذه الأعمال: «الدافع الرئيسي لملحمة أورال باتير هو أن الإنسان أقوى من كل شيء كان، وأن الخير غير قابل للتدمير، بينما تعتمد الملحمة البابلية على فكرة أخرى وهي أن كل شيء من إرادة الآلهة.» اعتبر الفيلسوف دامير فالييف الملحمة «مصدرًا لدراسة تاريخ الوعي الاجتماعي والفكر الاجتماعي للباشكير».
هناك العديد من ترجمات الملحمة إلى اللغة الروسية - سواء السطرية والشاعرية، وتمت الترجمة إلى اللغة الروسية بواسطة العديد من الكتاب والشعراء، كما تم تنفيذ ترتيب النثر للملحمة من قبل الكاتب أيدر خوسينوف، وكانت الترجمة الشعرية إلى الروسية من قبل الشاعر قاسم شفيقوف.
في عام 2003، نُشرت نسخة هداية من الملحمة في أوفا بثلاث لغات (الترجمة الباشكيرية والروسية من قبل جاسم شفيقوف والإنجليزية من قبل ساجد شفيقوف)، ونُشرت أورال باتير باللغة الألمانية عام 2006. تمت ترجمة ملحمة أورال باتير أيضًا إلى لغات أخرى من العالم (الأبخازية والعبرية والتركية والتشوفاش الفرنسية وغيرها).

## الترجمة إلى الإنجليزية
تم إجراء أول ترجمة كاملة لأورال باتير إلى اللغة الإنجليزية في عام 1999 بواسطة ساجيت شفيقوف، أستاذ قسم اللغات الأجنبية في جامعة باشكير الحكومية، أوفا، روسيا. ظهرت في المجلة المحلية المسماة Vestnik Akademii Nauk ("Herald of Science Academy") وتلاها نسخة محسنة ظهرت في عام 2001 في Watandash ("Compatriot"). تم نشر النسخة النهائية جنبًا إلى جنب مع نص الباشكير الأصلي والترجمة الروسية في كتاب هدايا لامع أورال باتير في عام 2003. في عام 2013، قام كل من دافيد وأنستازيا أندرسن بترجمة جديدة باللغة الإنجليزية ونشرت في الولايات المتحدة تحت عنوان «أورال الشجاع».